# Testikelkræft
Testikelkræft er kræft i testiklernes væv. Testikelkræft er en sjælden sygdom. Det er dog den form for kræft, der i Danmark hyppigst rammer mænd og drenge mellem 15 og 40 år. Hvert år får omkring 300 danske mænd konstateret kræft i testiklerne. Heldigvis helbredes næsten alle patienter med testikelkræft – også selv om sygdommen har spredt sig. Et eksempel er cykelrytteren Lance Armstrong, som fik konstateret testikelkræft med spredning til lever, lunger, mave og hjerne. Han blev helbredt og vandt i perioden 1999-2005 cykelløbet Tour de France, dog blev hans sejre senere frataget af det internationale cykelforbund pga doping.
Hvis man opdager en hævelse i selve testiklen, bør man omgående gå til undersøgelse hos sin læge. Det er vigtigt at behandle den syge testikel så tidligt som muligt. For jo tidligere sygdommen behandles, jo enklere og hurtigere er behandlingen.

## Årsag til testikelkræft
Det vides endnu ikke, hvorfor testikelkræft opstår, men meget tyder på, at skaden sker allerede i fostertilstanden, mens fosteret er meget lille. Man har en større risiko for at udvikle testikelkræft, hvis testiklerne ikke vandrer ned i pungen eller gør det sent i livet. Teorier om, at slag, betændelse og stramme bukser kan føre til testikelkræft, er aldrig blevet påvist videnskabeligt.